# Мельба червонокрила
Ме́льба червонокрила (Pytilia phoenicoptera) — вид горобцеподібних птахів родини астрильдових (Estrildidae). Мешкає в регіоні Сахелю.

## Опис
Довжина птаха становить 12-13 см. Крила короткі, округлі, хвіст короткий, квадратної форми, дзьоб конічної форми, загострений. Самці мають переважно сіре забарвлення, горло у них білувате, покривні пера крил, махові пера, надхвістя і хвіст червоні, гузка біла, поцяткована чорними смугами, на животі і боках нечисленні білі смуги. Очі червонувато-карі, дзьоб чорний, лапи тілесного кольору. У самиць крила менш червоні, живіт менш смугастий, однак загалом статевий диморфізм у червонокрилих мельб менш виражений, ніж у споріднених видів. 

## Підвиди
Виділяють два підвиди:
- P. p. phoenicoptera Swainson, 1837 — від Сенегалу і Гамбії до Нігерії;
- P. p. emini Hartert, EJO, 1899 — від Камеруну до Південного Судану і Уганди.

Сіра мельба раніше вважалася підвидом червонокрилої мельби, однак була визнана окремим видом.

## Поширення і екологія
Червонокрилі мельби мешкають в Сенегалі, Гамбії, Гвінеї-Бісау, Гвінеї, Сьєрра-Леоне, Малі, Кот-д'Івуарі, Буркіна-Фасо, Гані, Того, Беніні, Нігерії, Камеруні, Центральноафриканській Республіці, Чаді, Демократичній Республіці Конго, Уганді і Південному Судані. Вони живуть в сухих саванах, порослих чагарниками. Зустрічаються парами або невеликими сімейними зграйками. 
Червонокрилі мельби більшу частину дня проводять в чагарниках і високій траві. Вони живляться дрібним насінням трав, комахами, зокрема мурахами і термітами, та іншими безхребетними, іноді доповнюють раціон плодами. Сезон розмноження у них припадає на другу половину сезону дощів. Гніздо кулеподібне, робиться парою птахів з переплетених стебел трави і рослинних волокон, встелюються пір'ям, розміщується в густій рослинності. В кладці від 4 до 5 білуватих яєць. Інкубаційний період триває приблизно ц тижні. Насиджують і доглядають за пташенятами самиці, і самці. Пташенята покидають гніздо через 3 тижні після вилуплення.